# Єсільський район (Північноказахстанська область)
Єсі́льський район (каз. Есіл ауданы, рос. Есильский район) — адміністративна одиниця у складі Північноказахстанської області Казахстану. Адміністративний центр — село Явленка.

## Географія
Район розташований у лісостеповій зоні. На території протікає річка Ішим (110 км), на котрій споруджена гребля і Єсільське водосховище. Водне дзеркало озер району перевищує 7 тис. га. Найбільше озеро — Великий Тарангул. Рельєф території рівнинний, ґрунти чорноземні, зустрічаються солонцеві ділянки.

## Населення
Населення — 21923 особи (2021; 28552 у 2009, 38236 у 1999, 48735 у 1989).
Національний склад (станом на 2015 рік):
- росіяни — 13126 осіб (51,74 %)
- казахи — 10374 особи (40,90 %)
- німці — 703 особи
- українці — 508 осіб
- татари — 129 осіб
- поляки — 122 особи
- білоруси — 80 осіб
- вірмени — 55 осіб
- чуваші — 50 осіб
- литовці — 28 осіб
- башкири — 26 осіб
- азербайджанці — 23 особи
- узбеки — 17 осіб
- таджики — 16 осіб
- мордва — 4 особи
- чеченці — 3 особи
- інгуші — 3 особи
- інші — 100 осіб

## Історія
Ленінський район був утворений 17 січня 1928 року у складі Кзил-Джарського (пізніше Петропавловського) округу з центром у селі Явленка. 17 грудня 1930 року до складу району передано частини ліквідованих Ворошиловського та Червоноармійського районів; при цьому частини Ленінського району передані до складу новоствореного Айртауського району та до Тонкерейського району. Район перейшов у пряме підпорядкування республіці. 11 вересня 1931 року відбулася передача сільрад в межах Булаєвського, Ленінського, Бейнеткорського та Тонкерейського районів. 
11 січня 1932 року центр району перенесено із села Явленське до села Мамлютка. 27-28 лютого 1932 року відбулась передача сільрад в межах Бейнеткорського та Ленінського районів. 10 березня 1932 року район увійшов до складу новоствореної Карагандинської області, 29 липня 1936 року — до складу новоствореної Північноказахстанської області.
18 березня 1950 року село Барак Єсільської сільради Жовтневого району передано до Аральської сільради Ленінського району. 3 жовтня 1957 року до складу Ленінського району передано Ніколаєвську селищну раду (як сільраду) Прісновського району.
8 серпня 1962 року утворено Петровську сільраду з центром у селі Петровка; до її складу увійшли села Кендекти, Мадініят, Петровка Покровської сільради, села Берлік, Каратал Ніколаєвської сільради, а також село Мереке Амангельдинської сільради та село Осідле Кзил-Аскерської сільради Приішимського району.
2 січня 1963 року до складу району включені Амангельдинська, Зарічна, Ново-Нікольська сільради ліквідованого Приішимського району. 3 листопада 1964 року село Карачек Волощинської сільради передане до складу Теренсайської аулради Сергієвського району. 9 червня 1965 року до складу Зарічної сільради передано село Жалтир Радянського району. 2 січня 1967 року до складу новоствореного Бішкульського району передано Новонікольську сільраду. 6 січня 1967 року Зарічна сільрада передана до складу Бішкульського району.
26 серпня 1968 року до складу району повернута Зарічна сільрада Бішкульського району. 19 вересня 1968 року населені пункти Водопроводне, Красна горка, Красний бор, Лісне та Семипалатне Зарічної сільради передані до складу Бішкульського району. 9 червня 1969 року до складу Бішкульського району передано села Андрієвка, Владимировка Амангельдинської сільради та село Рябиновка Новонікольської сільради.
10 березня 1972 року з 7 сільради району був утворений новий Московський район. До його складу виділено Бескудуцьку, Булацьку, Волошинську, Заградовську, Корнієвську, Тарангульську та Ясновську сільради. Центром стало село Корнієвка. 5 травня 1978 року була утворена Алма-Атинська сільрада, до складу якої увійшли села Жаргаїн (центр) та Урнек Ільїнської сільради, а також село Мектеп Теренсайської сільради Сергієвського району.
8 грудня 1993 року в країні була розпочата адміністративна реформа, при якій сільради перетворені в сільські округи, міські та селищні ради — у міські та селищні адміністрації відповідно. 12 січня 1994 року адміністративні зміни відбулись в Північноказахстанській області, в Ленінському районі було утворено 12 сільських округів.
18 квітня 1997 року ліквідовано Московський район, територія (8 сільрад — Бескудуцька, Булацька, Волошинська, Заградовська, Корнієвська, Новоузенська, Тарангульська, Ясновська) увійшла до складу Ленінського району, його перейменовано в Єсільський район.

## Склад
До складу району входять 16 сільських округів:
| Поселення                        | Площа, км² | Населення, осіб (1989) | Населення, осіб (1999) | Населення, осіб (2009) | Населення, осіб (2021) | Центр           | Населені пункти |
| -------------------------------- | ---------- | ---------------------- | ---------------------- | ---------------------- | ---------------------- | --------------- | --------------- |
| Алматинський сільський округ     | -          | 1884                   | 1275                   | 796                    | 413                    | Орнек           | 3               |
| Амангельдінський сільський округ | -          | 1745                   | 1681                   | 1000                   | 561                    | Амангельдінське | 3               |
| Бескудуцький сільський округ     | -          | 2354                   | 1890                   | 1278                   | 567                    | Бескудук        | 3               |
| Булацький сільський округ        | -          | 1908                   | 1658                   | 1131                   | 681                    | Булак           | 3               |
| Волошинський сільський округ     | -          | 2112                   | 1570                   | 1263                   | 970                    | Волошинка       | 3               |
| Заградовський сільський округ    | -          | 3447                   | 2452                   | 1892                   | 1166                   | Заградовка      | 4               |
| Зарічний сільський округ         | -          | 3574                   | 2774                   | 1793                   | 1085                   | Чиріковка       | 3               |
| Ільїнський сільський округ       | -          | 2629                   | 2558                   | 1978                   | 1431                   | Ільїнка         | 3               |
| Корнієвський сільський округ     | -          | 6140                   | 4122                   | 2812                   | 2255                   | Корнієвка       | 3               |
| Ніколаєвський сільський округ    | -          | 3103                   | 2276                   | 1741                   | 1388                   | Ніколаєвка      | 2               |
| Петровський сільський округ      | -          | 3572                   | 2668                   | 1891                   | 1358                   | Петровка        | 3               |
| Покровський сільський округ      | -          | 4038                   | 2864                   | 2442                   | 2058                   | Покровка        | 4               |
| Спасовський сільський округ      | -          | 1959                   | 1549                   | 984                    | 446                    | Спасовка        | 3               |
| Тарангульський сільський округ   | -          | 1712                   | 1284                   | 881                    | 749                    | Тарангул        | 2               |
| Явленський сільський округ       | -          | 6767                   | 6106                   | 5630                   | 6032                   | Явленка         | 1               |
| Ясновський сільський округ       | -          | 1791                   | 1509                   | 1040                   | 763                    | Ясновка         | 2               |

## Найбільші населені пункти
Населені пункти з чисельністю населення понад 1000 осіб:
| № | Населений пункт | Населення, осіб (1989) | Населення, осіб (1999) | Населення, осіб (2009) | Населення, осіб (2021) |
| - | --------------- | ---------------------- | ---------------------- | ---------------------- | ---------------------- |
| 1 | Явленка         | 6767                   | 6106                   | 5630                   | 6032                   |
| 2 | Корнієвка       | 4112                   | 2829                   | 2133                   | 1969                   |
| 3 | Покровка        | 3103                   | 2109                   | 1862                   | 1643                   |
| 4 | Ніколаєвка      | 2927                   | 2076                   | 1603                   | 1312                   |
| 5 | Петровка        | 1985                   | 1451                   | 1281                   | 1122                   |

## Транспорт
Дороги районного значення:
| Індекс   | Назва                           | Довжина, км |
| -------- | ------------------------------- | ----------- |
| KTES-25  | під'їзд до села Булак           | 15          |
| KTES-67  | під'їзд до села Осідле          | 14          |
| KTES-68  | під'їзд до КДЗ «Красний Бор»    | 17          |
| KTES-70  | під'їзд до села Орнек           | 3           |
| KTES-71  | під'їзд до села Тарангул        | 3           |
| KTES-72  | під'їзд до села Заградовка      | 6           |
| KTES-73  | під'їзд до села Новоузенка      | 2           |
| KTES-76  | Волошинка — Івано-Петровка      | 4           |
| KTES-83  | під'їзд до села Жаркайин        | 6           |
| KTES-84  | під'їзд до села Талапкер        | 8           |
| KTES-85  | під'їзд до села Алка            | 17          |
| KTES-86  | під'їзд до сіл Карагай, Актас   | 13          |
| KTES-88  | Заградовка — Тонкошуровка       | 11          |
| KTES-90  | Новоузенка — Леонідовка         | 5           |
| KTES-92  | Волошинка — Лузинка             | 6           |
| KTES-93  | під'їзд до села Бірлік          | 5           |
| KTES-94  | під'їзд до села Жекеколь        | 7           |
| KTES-95  | під'їзд до села Каратал         | 1           |
| KTES-96  | під'їзд до села Тауагаш         | 12          |
| KTES-97  | під'їзд до села Сариман         | 5           |
| KTES-98  | під'їзд до села Єсільське       | 3           |
| KTES-101 | під'їзд до села Ясновка         | 1           |
| KTES-104 | під'їзд до села Амангельдінське | 6           |
| KTES-105 | під'їзд до села Поляковка       | 5,5         |
| KTES-106 | під'їзд до села Бескудук        | 25          |
| KTES-107 | Бескудук — Черуновка            | 7           |
| KTES-109 | під'їзд до села Караагаш        | 20          |